# Álvaro Rengifo
Álvaro Rengifo Calderón (Madrid, 5 de julio de 1932 - Madrid 13 de febrero de 2020) fue un político español. 

## Biografía
Estudios de Derecho por la Universidad de Madrid. Técnico comercial del Estado. Agregado comercial en las embajadas españolas en Colombia y Ecuador (1961). Director general del Instituto Español de Emigración. Director general de Promoción Social (1966-69). Director general de Comercio Exterior (1969-74). Subsecretario del Ministerio de comercio (1974-75).
El 7 de julio de 1976 fue nombrado Ministro de Trabajo en el primer gobierno de Adolfo Suárez, cargo que desempeñó hasta el 4 de julio de 1977.